# Барвінський Богдан Олександрович
Богда́н Олекса́ндрович Барві́нський (псевдоніми і криптоніми: Т. Вінковський, Б. Б.; 15 липня 1880, Тернопіль — 8 лютого 1958, Львів) — український історик, бібліограф, архівіст, педагог. Доктор філософії (1907). Дійсний член НТШ (1914). Син Олександра та Євгенії, брат Василя Барвінських.

## Біографія
Навчання почав у Першій тернопільській класичній, закінчував у Львівській академічній гімназії (1898).
Вступив 1898 року на філософський факультет Львівського університету, історію студіював у Михайла Грушевського. Продовжив навчання у Віденському та Берлінському університетах. Працював у Львові в Крайовому архіві міських і земських актів, від 1908 року — в бібліотеці університету. До 1918 року — секретар історико-філосовської секції НТШ. В 1918–1919 р. — делегат УНРади ЗУНР від Християнсько-суспільної партії. У 1921–1925 роках — професор Українського таємного університету у Львові. У 1920-х роках викладав у гімназії сестер василіянок та університеті. У 1939–1941 роках — директор бібліотеки Львівського університету; у 1942–1944 роках — бібліотекар у «Народному домі»; у 1944–1947 роках — старший науковий співробітник, завідувач відділу рукописів Львівської філії бібліотеки АН УРСР.

## Праці
Досліджував історію шляхти, освіти та церкви в Україні. Зібрав матеріали до генеалогії роду Барвінських.
Готував до видання збірку документів «До історії греко-католицького сільського духовенства і сільських парафій в Галичині XVI–XVIII ст.».
Підготував історико-генеалогічні монографії «Рід Айхінгерів в Польщі й на Руси в XVI–XVIII ст.» (1928) та «Рід Хмельницьких» (1930). Листувався з істориками, письменниками, громадсько-культурними діячами України: М. Грушевським, В. Гнатюком, М. Павликом, Уляною Кравченко, О. Маковеєм, С. Томашівським, І. Крип'якевичем, К. Студинським, І. Кревецьким, митрополитом А. Шептицьким.
Автор значної кількості наукових праць, статей та рецензій українською, німецькою та польською мовами.
Друкувався у «Літературно-науковому віснику», «Записках Наукового Товариства ім. Шевченка», «Записках Чину Св. Василія Великого» та ін. Документи про його життя і діяльність знаходяться у відділі рукописів Львівської національної бібліотеки ім. В. Стефаника НАНУ та в Центральному державному історичному архіві України.
З ініціативи Богдана Мельничука «Історія українського народу» Барвінського вперше у сучасній Україні перевидана 1991 року в Тернополі.
Інші праці:
- З'їзд Галицького князя Данила з угорським королем Белою IV в Прешбурзі 1250 року: Іст.-критич. аналіз. — Львів, 1901
- Ким свідчив ся Отокар?: Проба інтерпретації оповідання Галицько-волинської літописи [Архівовано 3 червня 2019 у Wayback Machine.] // ЗНТШ. — Т.47. — 1902
- Бунт в селі Мшанци 1717 р. [Архівовано 3 червня 2019 у Wayback Machine.] // ЗНТШ. — Т.54. — 1903;
- Метрики в сільській практиці XVIII в. [Додаток: оригінальний текст одної метрики] // ЗНТШ. — Т.56. — 1903;
- Жигмонт Кейстутович великий князь литовсько-руський (1432—1440): Іст. монографія. — Жовква, 1905;
- Історичні причинки: розвідки, замітки, матеріали до історії України-Руси. — Том 1 [Архівовано 3 червня 2019 у Wayback Machine.]; — Том. 2. [Архівовано 3 червня 2019 у Wayback Machine.] — Жовква — Л., 1908-09;
- Історичний розвій імені українсько-руського народу. — Львів, 1909;
- Оповідання з рідної історії [Архівовано 3 червня 2019 у Wayback Machine.]. — Л., 1911;
- Оповідання з рідної історії. — Л., 1911 [Архівовано 9 серпня 2020 у Wayback Machine.];
- Польська персоніфікація «України» з 1644 р. // ЗНТШ. — Т.121. — 1914;
- Наше народне ім'я (Україна, українці, українські). — Л., 1916;
- Звідки пішло імя «Україна»? [Архівовано 3 червня 2019 у Wayback Machine.] (1916)[3];
- «Крайовий архів актів гродських і земських у Львові» (1917);
- Звідки пішло імя «Україна»? [Архівовано 3 червня 2019 у Wayback Machine.] (1917);
- Історичні права українського народу до його народнього імени [Архівовано 3 червня 2019 у Wayback Machine.] (1918);
- Історія українського народу [Архівовано 3 червня 2019 у Wayback Machine.] (1922)
- Барвінський Б. Історія українського народу: оповіданя з рід. історії: (з 57 образками і 2 картами) / написав д-р Богдан Барвінський. — 2-ге, поправл. і доповн. вид. — Львів: Накладом книгарні А. Бардаха, 1922. — 140 с., 18 арк. іл. [Архівовано 11 серпня 2020 у Wayback Machine.]
- Родинні літописи, їхнє історичне й культурно-побутове значення // Стара Україна. — № 1. — 1924;
- Причинки до польсько-української геральдики і сфрагістики [Архівовано 25 квітня 2015 у Wayback Machine.] // ЗНТШ. — Т.138-140. — 1925;
- Слідами гетьмана Мазепи [Архівовано 25 квітня 2015 у Wayback Machine.] // ЗНТШ. — Т. 144—145. — 1926;
- До побуту Ганни Орликової в Станиславові [Архівовано 3 червня 2019 у Wayback Machine.] (1928);
- Як основано українську гімназію в Тернополі // Новий час. — 1934. — 25 лип.;
- Коротка історія Галичини продовж тисячоліття 907—1941. — Л., 1941;
- Опришки (як вони виглядали в 17-му та 18-му століттях) // Тернопілля '95: Регіональний річник. — Т., 1995.
- Назва "Україна" та її поява на Закарпатті в XVII. стол.
- Тисячоліття умови Руси з греками.
- Справа габілітації д-ра Ів. Франка у Львівському університеті в 1895 р.
- Боротьба за народне імя.